# Танкова дивізія вермахту
Танкова дивізія вермахту (нім. Panzer division) — загальновійськове тактичне з'єднання, танкова дивізія сухопутних військ у складі Збройних сил Третього рейху, яка призначалась для ведення бойових дій на сухопутному ТВД у складі танкових чи моторизованих корпусів (танкових армій). Танкові дивізії німецької армії, сформовані на основі спроможностей бойових броньованих машин, були ключовим елементом німецького успіху в операціях бліцкригу перших років Другої світової війни. Пізніше Ваффен-СС сформували власні танкові дивізії, а Люфтваффе розгорнули свою елітну танкову дивізію — дивізію «Герман Герінг». У Другій світовій війні танкова дивізія складалася з танкової бригади з чотирьох батальйонів, мотопіхотної бригади з чотирма стрілецькими батальйонами, артилерійського полку, а також розвідувального, протитанкового, інженерного батальйонів та підрозділів обслуговування. На початку війни танкові дивізії використовували переважно легкі танки, пізніше — середні.

## Історія
Вперше запропонував сформувати танкові частини, більші за полк, Гайнц Гудеріан, але інспектор моторизованих військ Отто фон Штюльпнагель відхилив цю пропозицію. Після його заміни на Освальда Люца, наставника Гудеріана, ідея отримала більшу підтримку у Вермахті, а після 1933 року була підтримана і Адольфом Гітлером. 15 жовтня 1935 року були сформовані перші три танкові дивізії. 1-ша танкова дивізія була сформована у Веймарі під командуванням Максиміліана фон Вайкса, 2-га танкова дивізія була сформована у Вюрцбурзі під командуванням Гудеріана, а 3-тя танкова дивізія — в Берліні під командуванням Ернста Фессмана.
Більшість інших армій тієї епохи організовували свої танки в «танкові бригади», які потребували додаткової піхотної та артилерійської підтримки. Танкові дивізії мали власну органічну піхотну складову та артилерійську підтримку. Це призвело до зміни оперативної доктрини: замість того, щоб танки підтримували операції інших родів військ, танки могли самостійно вести операції, а інші роди військ їх підтримували. Оскільки танкові дивізії мали у своєму складі допоміжні війська, вони могли діяти незалежно від інших підрозділів.
Перші німецькі танкові дивізії (з 1-ї по 5-ту) складалися з двох танкових полків, одного мотопіхотного полку з двох батальйонів кожен, а також допоміжних підрозділів. Після вторгнення до Польщі в 1939 році старі дивізії були частково реорганізовані (до деяких піхотних полків додали третій батальйон або, навпаки, другий полк двобатальйонного складу). Приблизно в цей час новостворені дивізії (з 6-ї по 10-ту) відрізнялися за своєю організацією, кожна з них мала в середньому один танковий полк, один окремий танковий батальйон, один або два піхотних полки (три-чотири батальйони на дивізію).
У кампанії проти Франції було 10 танкових дивізій, що включали всі німецькі танки, які брали участь у цій кампанії — 2 574 з 3 400 танків, які мала на той час Німеччина. Після Французької кампанії кількість танкових дивізій була подвоєна, і в 1941 році 17 з них, згруповані в чотири танкові групи, очолили німецьке вторгнення до Радянського Союзу.

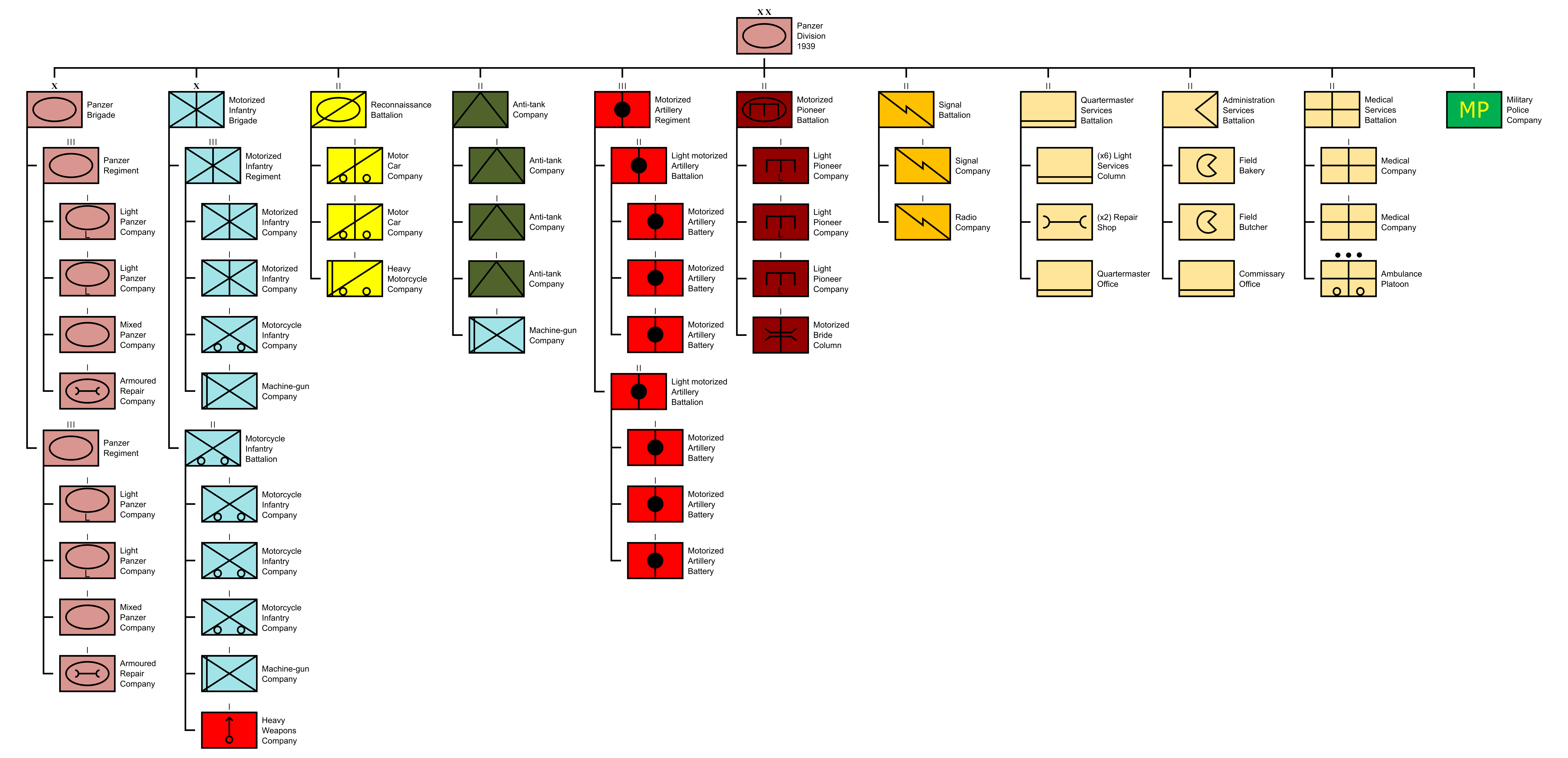
Організаційно-штатна структура німецької танкової дивізії. 1939

До початку операції «Барбаросса», німецького вторгнення до Радянського Союзу у 1941 році, у вермахті нараховувалася 21 танкова дивізія, яка шляхом подальшої реорганізації тепер складалася з одного танкового полку (з двох або трьох батальйонів) і двох моторизованих полків (по два батальйони в кожному). До зими 1941/42 року органічною складовою цих дивізій був моторизований артилерійський полк (з одного важкого і двох легких дивізіонів) і окремі батальйони: розвідувальний, мотоциклетний, протитанковий, саперний, запасний і зв'язку. Кількість танків у дивізіях зразка 1941 року була відносно невеликою, порівняно зі складом їхніх попередників. Всі інші підрозділи цих з'єднань були повністю моторизованими (вантажівки, напівпричепи, спеціалізовані бойові машини), щоб відповідати швидкості танків.

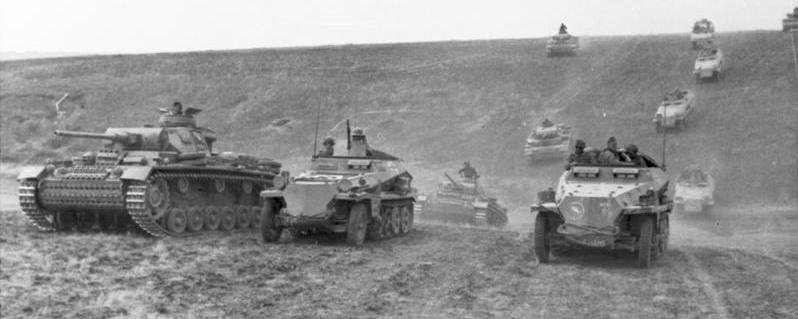
Танки і моторизована піхота 24-ї танкової дивізії просуваються Україною, червень 1942 року, що є типовим прикладом застосування маневрених загальновійськових з'єднань класичного бліцкригу

Також уже після початку війни з СРСР було сформовано нові танкові дивізії: 22-га (у вересні 1941), 23-тя (у вересні 1941), 24-та (у листопаді 1941, друге формування — в лютому 1943), 25-та (в лютому 1942), 26-та (у вересні 1942), 116-та (в березні 1944) та 130-та навчальна (в січні 1944). Наприкінці війни, крім номерних, формувалися і взяли участь у боях іменні танкові дивізії, створені з нуля або на базі різних частин, які раніше зазнали втрат.
Взимку 1941/42 року дивізії зазнали ще однієї реорганізації; танковий полк мав у своєму складі від одного до трьох танкових батальйонів, залежно від місця дислокації (зазвичай три для групи армій «Південь», один для групи армій «Центр», в інших командуваннях зазвичай два батальйони). Протягом 1942 року розвідувальні батальйони були об'єднані в мотоциклетні батальйони.

Організаційно-штатна структура німецької танкової дивізії. 1941

До літа 1943 року Люфтваффе і Ваффен-СС також мали власні танкові дивізії. Була зроблена спроба нової уніфікації штатів танкових полків. Тепер кожен з них мав складатися з двох батальйонів, один на Panzer IV і один на Panzer V Panther. В дійсності, організація продовжувала змінюватися від дивізії до дивізії. Перший піхотний батальйон першого піхотного полку кожної танкової дивізії тепер мав бути повністю механізованим (на напівгусеничних бронетранспортерах Sd.Kfz. 251. Перший дивізіон артилерійського полку замінив свої колишні буксирувані легкі гаубиці на суміш важкої та легкої самохідної артилерії (Hummel з 15-см гарматою sFH 18/1 L/30 та стандартні 105-мм гаубиці Wespe). Протитанковий дивізіон тепер включав штурмові гармати, винищувачі танків (Panzerjäger/Jadgpanzer) та буксирувані протитанкові гармати. Загалом, механізація цих підрозділів зросла порівняно з їхньою попередньою організацією.
Оскільки Вермахт і СС використовували власні системи нумерації, існували дублюючі номери (тобто існувала як 9-та танкова дивізія, так і 9-та танкова дивізія СС).